# 科达莱特
科达莱特（法語：Codalet，法語發音：[kodalɛt] ⓘ）是法国东比利牛斯省的一个市镇，属于普拉德区。

## 地理
科达莱特（42°36'37"N, 2°25'0"E）面积2.78 平方千米，位于法国奧克西塔尼大區东比利牛斯省，该省份为法国大陆部分最南部的省份，涵盖了北加泰罗尼亚，北起奥德省，西接阿列日省和安道尔，南与西班牙接壤，东临地中海。
与科达莱特接壤的市镇（或旧市镇、城区）包括：普拉德、托里尼亚、里亚-锡拉克。

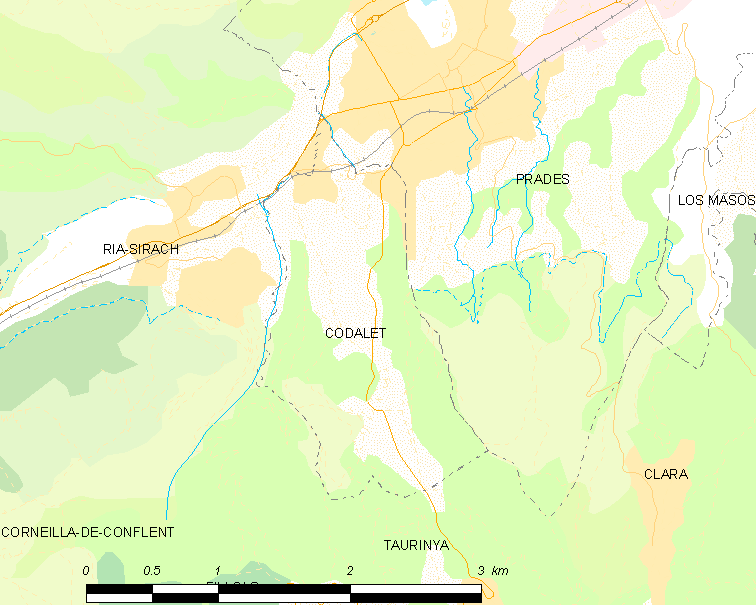
科达莱特的OSM定位图

科达莱特的时区为UTC+01:00、UTC+02:00（夏令时）。

## 行政
科达莱特的邮政编码为66500，INSEE市镇编码为66052。

## 政治
科达莱特所属的省级选区为加泰罗尼亚比利牛斯县。

## 人口

1962-2008年间科达莱特人口变化图示

科达莱特于2022年1月1日时的人口数量为353人。